# День виникнення незалежної Чехословацької Республіки
День виникнення незалежної Чехословацької Республіки (чеськ. Den vzniku samostatného československého státu) — державне свято Чехії, чеський День незалежності. Відзначається щорічно 28 жовтня. Встановлення свята в цей день пов'язано з тим, що 28 жовтня 1918 року, після закінчення Першої світової війни, Національним комітетом Чехословаччини в Празі була проголошена незалежність від Австро-Угорщини, а також оголошено про об'єднання Чехії і сусідньої Словаччини у Республіку Чехословаччину. Того ж дня було видано відповідний Закон (чеськ. Zákon ze dne 28. října 1918 o zřízení samostatného státu československého, č. 11/1918 Sb. z. a n.).
Як державне свято День виникнення незалежної Чехословацької Республіки передбачений § 1 Закону Чеської Республіки «Про національні свята, інші свята, визначні дні і дні відпочинку» від 29 червня 2000 року (з наступними змінами і доповненнями).